# Sørvær
Sørvær är ett fiskeläge och en tidigare tätort i Hasviks kommun i Finnmark fylke i norra Norge. Orten ligger vid änden av fylkesväg 882, på den västligaste delen av ön Sørøya, nordväst om kommunens centralort Breivikbotn.
Sedan 2004 räknas orten inte längre som en tätort.